# Wasyl Popowycz
Wasyl Popowycz (ur. 12 września 1796 w Magyarkomját, zm. 19 października 1864 w Użhorodzie) – biskup ordynariusz greckokatolickiej eparchii mukaczewskiej.
Biskupstwo objął w 1837, i sprawował urząd do śmierci w 1864. Dzięki jego staraniom utworzono w Mukaczewie seminarium nauczycielskie, oraz wprowadzono naukę języka rusińskiego w szkołach.